# Kozmetikumok biztonsági értékelése
Az európai államok már az integráció korai éveiben is fontosnak vélték a kozmetikumok biztonságosságát, ezért a biztonsági értékelésre vonatkozó előírás már a legkorábbi irányelvben is szerepel.

## Jogszabályi hivatkozások
A TANÁCS IRÁNYELVE (1976. július 27.) a kozmetikai termékekre vonatkozó tagállami jogszabályok közelítéséről (76/768/EGK)
7a. cikk
(1)A gyártó vagy annak megbízottja, vagy az a személy, akinek megrendelésére a kozmetikai terméket gyártották, vagy az, aki importált kozmetikai terméknek a közösségi forgalomba hozataláért felelős, ellenőrzési célokból az érintett tagállam illetékes hatósága számára a 6. cikk (1) bekezdésének a) pontja szerinti címkén feltüntetett címen könnyen hozzáférhetővé teszi a következő információkat:
…
d) a késztermék biztonságosságának értékelése az emberi egészség szempontjából. A gyártó e célból figyelembe veszi az összetevők általános toxikológiai profilját, vegyi összetételét és expozíciós szintjét.
Különösen figyelembe veszi azon területek különleges expozíciós jellemzőit, amelyeken a terméket alkalmazzák, illetve azon népességcsoportokét, amelyeknek a terméket szánják. Különleges értékelésnek kell alávetni többek között a három év alatti életkorú gyermekek általi használatra szánt kozmetikai termékeket és a kizárólag külső nemi szervekkel érintkezésbe kerülő higiénés termékeket.
Amennyiben ugyanazt a terméket a Közösség területén különböző helyeken gyártják, a gyártó kiválaszthat egy olyan gyártási helyet, ahol a fenti információk rendelkezésre állnak. Amennyiben e tekintetben ellenőrzési célokra megkeresik, az érintett ellenőrző hatóság vagy hatóságok számára köteles megjelölni az így kiválasztott helyet. Ebben az esetben az információnak könnyen hozzáférhetőnek kell lennie;
e) a d) pontban említett felmérésért felelős, szakképzettséggel rendelkező személy vagy személyek neve és címe. Ennek a személynek gyógyszerészeti, toxikológiai, bőrgyógyászati, orvosi vagy hasonló végzettséget adó oklevéllel kell rendelkeznie a 89/48/EGK irányelv 1. cikkében előírtak szerint;
AZ EURÓPAI PARLAMENT ÉS A TANÁCS 1223/2009/EK RENDELETE (2009. november 30.) a kozmetikai termékekről
10. cikk
Biztonsági értékelés
Annak igazolására, hogy a kozmetikai termék megfelel a 3. cikkben foglaltaknak, a felelős személy a kozmetikai termékforgalomba hozatalát megelőzően biztosítja, hogy a kozmetikai terméket a vonatkozó adatok alapján biztonsági szempontból értékelték, és a kozmetikai termékről az I. melléklettel összhangban biztonsági jelentést állítottak ki.
A felelős személy biztosítja, hogy: 
- a biztonsági értékelés során figyelembe vegyék a kérdéses kozmetikai termék felhasználási célját, valamint a végső összetétel egyes összetevőivel szembeni előrelátható rendszeres expozíciót;
- a biztonsági értékelés során megfelelő, a bizonyítékok mérlegelésén alapuló megközelítést alkalmaznak valamennyi létező forrásból származó adat felülvizsgálatára;
- a kozmetikai termékről kiállított biztonsági jelentést a termékforgalomba hozatalát követően szerzett további releváns információk ismeretében aktualizálják.

Az első albekezdést azokra a kozmetikai termékekre is alkalmazni kell, amelyeket a 76/768/EGK irányelv alapján jelentettek be.
A Bizottság, az összes érdekelt féllel szorosan együttműködve, megfelelő iránymutatásokat fogad el annak érdekében, hogy a vállalkozások, különösen a kis- és középvállalkozások meg tudjanak felelni az I. mellékletben megállapított követelményeknek. Az iránymutatásokat a 32. cikk (2) bekezdésében foglalt szabályozási bizottsági eljárással kell elfogadni.
A kozmetikai terméknek az I. melléklet B. része szerinti biztonsági értékelését olyan személy végezheti, aki egyetemi  gyógyszerészeti, toxikológiai, orvostudományi vagy ezekkel rokon tudományok terén végzett elméleti és gyakorlati tanulmányok vagy a tagállamok által ezzel egyenértékűnek elismert képzés elvégzését igazoló oklevéllel vagy hivatalos képesítéssel rendelkezik.
Az (1) bekezdés szerinti biztonsági értékelésben említett és a kozmetikai termék biztonsági értékelése céljából, 1988. június 30. után végzett nem klinikai biztonsági tanulmányoknak meg kell felelniük a tanulmány elvégzésekor érvényben lévő, a helyes laboratóriumi gyakorlat alapelveiről szóló közösségi jogszabályoknak vagy a Bizottság vagy az ECHA által ezekkel egyenértékűnek tekintett nemzetközi szabványoknak.
B. RÉSZ – A kozmetikai termék biztonsági értékelése
1. Értékelési következtetések

Nyilatkozat a kozmetikai termék biztonságosságáról a 3. cikk vonatkozásában.
xA címkén szereplő figyelmeztetések és használati utasítások
Nyilatkozat a különleges figyelmeztetések és használati utasítások címkézésről a 19. cikk (1) bekezdésnek d) pontjának megfelelően.
1. Indoklás

Az 1. szakaszban meghatározott következtetések és a 2. szakaszban szereplő nyilatkozat értékeléséhez vezető tudományos érvelés magyarázata. Ennek a magyarázatnak az A. részben meghatározott leírásokon kell alapulnia. Amennyiben szükséges, a biztonsági határokat is értékelni kell, és meg kell vitatni.

## Magyar szabályozás
A 40/2001. (XI. 23.) EüM rendelet 4. paragrafusa értelmében:
"(2) A gyártónak a termék forgalomba hozatala előtt meg kell győződnie annak a felhasználó egészségére való ártalmatlanságáról. A gyártó e célból figyelembe  veszi az összetevők általános toxikológiai hatását, vegyi összetételét és az expozíció mértékét. Figyelembe veszi annak az alkalmazási területnek a  különleges expozíciós jellemzőit, amelyen a terméket alkalmazzák, illetve azt a populációt, amelynek a terméket szánják. Külön értékelésnek kell alávetni a három év alatti gyermekek általi használatra szánt és a kizárólag külső intim higiénés használatra szánt kozmetikai termékeket. Csak e rendelet előírásainak megfelelő kozmetikai termék hozható forgalomba.
(3) A kozmetikai termék biztonsági értékelését gyógyszerész, toxikológus, orvos (elsősorban bőrgyógyász), vagy ezzel egyenértékű tudományterületen szerzett képesítéssel rendelkező személy végezheti."

## A REACH és a kozmetikumok kapcsolata
A kozmetikumok csak részben tartoznak a REACH rendelet hatálya alá.
A REACH és a kozmetikumok kapcsolata